# Gabara umbonata
Gabara umbonata là một loài bướm đêm trong họ Erebidae.